# テレビ信州番組一覧
テレビ信州番組一覧（テレビしんしゅうばんぐみいちらん）は、現在と過去で、テレビ信州で放送されている（またはされた）番組を対比するもの。

## テレビネットワーク・編成の移り変わり
1980年10月1日
- 日本テレビ・テレビ朝日の5:5のクロスネット局としてアナログ放送（NTSC）で放送開始。（開局 - 1991年3月31日まで）

- ニュースネット
  - 朝、最終…NNN
  - 昼、夕方…ANN

- 開局 - 1987年9月までのプライムタイムの編成
  - 月・木・土…日本テレビ（ナイターの延長あり）
  - 火・水・金…テレビ朝日
  - 日…21時を境に前半は日本テレビ、後半はテレビ朝日

- 移行された割合は 信越放送→日本テレビ：7に対しテレビ朝日：3、長野放送→日本テレビ：2に対しテレビ朝日：8だった。

※テレビ信州開局前の新局開設申請の経緯により、この時点ですでに第4局が開局した時点で日本テレビ系フルネット局となることが予定されていた。
- 1987年10月19日 - 「ニュースシャトル」の放送開始によりプライムタイムの編成が大幅に変更されたものの、プライムタイムの日本テレビ系とテレビ朝日系の番組比率は5:5を維持した。このことが原因で視聴率が大幅に急降下した。
  - 放送枠の移動などにより、打ち切り、または遅れネットとなった両系列番組や、『金曜ロードショー』などのように新規ネット、または他局から移行した両系列番組も存在する。
- 1989年4月3日 - 前記の「ニュースシャトル」の放送時間が、夕方の18時からの50分間の番組に変更。
- 1987年10月 - 1991年3月31日までのプライムタイムの編成
  - 平日の19時台、火・木は20時台、水曜19時 - 23時はテレビ朝日。なお、火曜20時台は日曜20時台の番組、水曜22時台は土曜20時台の番組を遅れネット。
  - 月・金は20時以降、火・木は21時以降日本テレビ
  - 土・日は21時を境に前半は日本テレビ、後半はテレビ朝日（但し土曜は23時以降日テレ同時）

- 1989年3月頃 - 長野放送がこの頃までにテレビ朝日系の番組のネットを取りやめる[2]。

- 1991年4月1日 - 長野朝日放送が開局しテレビ朝日系列の番組が移行。この時点で信越放送から移行されず残っていた民間放送教育協会制作分を除くテレビ朝日の番組も、すべて長野朝日放送に移行された。信越放送から移行されずに残っていた分も含めて、当初の予定通り日本テレビ系列に統一[1]。ニュース系列もANNを脱退しNNNに一本化。NNSに正式加盟した。

1991年4月1日以降
- 日本テレビ系列のフルネット局（同日開局の長崎国際テレビと同じ17番目）。ニュースも全面的にNNN。
  - 長野県の民放4局化から数年後、長野市を放送エリアとするINC長野ケーブルテレビでは、キー局の再送信が廃止された[3]。

2011年7月24日正午
- アナログ放送終了。同日中に完全停波。またLCVでは在京局のアナログ放送再送信も終了[4]。

## プライムタイムの番組編成の変貌
- ★ → 時差ネット

### 開局当初（1980年10月）
|       | 月曜日                                    | 火曜日                    | 水曜日                           | 木曜日                                    | 金曜日                           | 土曜日                    | 日曜日                                         |
| 19:00 | 日テレ あしたのジョー2                    | テレ朝 怪物くん           | ABC 霊感ヤマカン第六感           | 日テレ 驚異の世界・ノンフィクションアワー | テレ朝 魔法少女ララベル          | 日テレ 宇宙戦艦ヤマトIII  | 日テレ びっくり日本新記録                      |
| 19:30 | 日テレ 推理クイズ・私がほんもの!          | テレ朝 ハウスこども劇場   | テレ朝 水曜スペシャル            | 日テレ 木曜スペシャル                     | テレ朝 それゆけ!レッドビッキーズ | 日テレ 爆笑ヒット大進撃!! | 日テレ 日立ドキュメンタリー すばらしい世界旅行 |
| 20:00 | 日テレ NTV紅白歌のベストテン              | テレ朝 笑アップ歌謡大作戦 | テレ朝 水曜スペシャル            | 日テレ 木曜スペシャル                     | テレ朝 ワールドプロレスリング    | 日テレ 爆笑ヒット大進撃!! | 日テレ 黄土の嵐                                |
| 21:00 | 日テレ かたぐるまII                       | テレ朝 柳生あばれ旅       | テレ朝 欽ちゃんのどこまでやるの! | 日テレ 木曜ゴールデンドラマ               | テレ朝★ 金曜ワイド劇場           | 日テレ 熱中時代・教師編   | テレ朝 日曜洋画劇場                            |
| 22:00 | 日テレ★ 欽ちゃんのちゃーんと考えてみてネ! | テレ朝★ 必殺仕事人        | テレ朝 特捜最前線                | 日テレ 木曜ゴールデンドラマ               | テレ朝★ 金曜ワイド劇場           | 日テレ★ 桃太郎侍          | テレ朝 日曜洋画劇場                            |

### ニュースシャトル開始後（1987年10月）
|                               | 月曜日                    | 火曜日                    | 水曜日                  | 木曜日                      | 金曜日                  | 土曜日                      | 日曜日                                         |
| 18:50（平日） 19:00（土・日） | テレ朝 藤子不二雄ワールド | テレ朝 エスパー魔美       | テレ朝 グリム名作劇場   | テレ朝 キャプテンパワー     | テレ朝 ドラえもん       | 日テレ 全日本プロレス中継   | 日テレ こんな学園みたことない!                 |
| 19:20（平日） 19:30（土・日） | テレ朝 ニュースシャトル   | テレ朝 ニュースシャトル   | テレ朝 ニュースシャトル | テレ朝 ニュースシャトル     | テレ朝 ニュースシャトル | 日テレ 全日本プロレス中継   | 日テレ 日立ドキュメンタリー すばらしい世界旅行 |
| 20:00                         | 日テレ 歌のトップテン     | テレ朝 ヤングドラマ       | テレ朝 ナイトライダー   | テレ朝 三匹が斬る!          | 日テレ ジャングル       | 日テレ ウォッチング日本列島 | 日テレ 天才・たけしの元気が出るテレビ!!        |
| 21:00                         | 日テレ NTTアワー TIME21   | 日テレ 火曜サスペンス劇場 | テレ朝 ベイシティ刑事   | 日テレ 木曜ゴールデンドラマ | 日テレ 金曜ロードショー | テレ朝 土曜ワイド劇場       | テレ朝 日曜洋画劇場                            |
| 22:00                         | YTV スター爆笑Q&A         | 日テレ 火曜サスペンス劇場 | テレ朝★ 若大将天下ご免! | 日テレ 木曜ゴールデンドラマ | 日テレ 金曜ロードショー | テレ朝 土曜ワイド劇場       | テレ朝 日曜洋画劇場                            |

### 日テレ・テレ朝クロスネット末期（1991年3月）
|       | 月曜日                  | 火曜日                    | 水曜日                       | 木曜日                      | 金曜日                      | 土曜日                      | 日曜日                                  |
| 19:00 | テレ朝 魔法使いサリー   | テレ朝 ビデオあなたが主役 | テレ朝 水曜スーパーキャスト  | ABC ハーイあっこです        | テレ朝 ドラえもん           | 日テレ 大追跡               | 日テレ 丹波・山瀬のパニックTV           |
| 19:30 | テレ朝 いつか行く旅     | テレ朝 ビデオあなたが主役 | テレ朝 水曜スーパーキャスト  | テレ朝 夢冒険! チンプイ     | テレ朝 はなきんデータランド | 日テレ 大追跡               | 日テレ 日立 地球トライアル              |
| 20:00 | 日テレ TVマンモス       | テレ朝★ 代表取締役刑事    | テレ朝 水曜スーパーキャスト  | テレ朝 名奉行 遠山の金さん  | 日テレ 刑事貴族             | 日テレ マジカル頭脳パワー!! | 日テレ 天才・たけしの元気が出るテレビ!! |
| 21:00 | 日テレ NTTアワー TIME21 | 日テレ 火曜サスペンス劇場 | テレ朝 さすらい刑事旅情編III | 日テレ 木曜ゴールデンドラマ | 日テレ 金曜ロードショー     | テレ朝 土曜ワイド劇場       | テレ朝 日曜洋画劇場                     |
| 22:00 | YTV スター爆笑Q&A       | 日テレ 火曜サスペンス劇場 | テレ朝★ 将軍家光忍び旅       | 日テレ 木曜ゴールデンドラマ | 日テレ 金曜ロードショー     | テレ朝 土曜ワイド劇場       | テレ朝 日曜洋画劇場                     |

## 現在放送中の番組

### 自社制作番組
- Fresh（月曜 - 木曜 10:25 - 10:30、金曜 11:25 - 11:30）
- 奥さまはホームドクター（月曜 - 金曜 11:50 - 11:55）
- ゆうがたGet!（月曜 - 金曜 15:50 - 17:53）
- テレビ信州news every.（月曜 - 金曜 18:15 - 19:00）[5]
- スポーツジェネレーション（火曜 21:54 - 22:00）
- 素敵にコンシェルジュ（金曜 0:59 - 1:14（木曜深夜））
- チャンネル4（月1回土曜 9:25 - 10:25）
- 市民ロータリーまつもと（土曜 10:25 - 10:30）
- 伝えよう!里山ものがたり（第1土曜 13:35 - 11:40）
- 医師会だより（第4土曜 13:35 - 11:40）
- KICK OFF! SHINSHU（土曜 11:55 - 12:25）
- ふれ愛ながの -市政ガイド-（土曜 16:55 - 17:00）
- ふれあいテレビ信州（最終日曜 5:05 - 5:15）
- 美味しさへの旅（日曜 17:25 - 17:30）

### ネット番組
※全編ローカルセールス枠の同時ネット番組または遅れネット番組を記載（特記なき限り日本テレビ制作）。
※太字は同時ネット。

#### 日本テレビ系番組
- 24時間テレビチャリティーリポート（月曜 1:25 - 1:30（日曜深夜））
- オードリーさん、ぜひ会ってほしい人がいるんです。（火曜 0:59 - 1:29（月曜深夜）、中京テレビ制作）
- 浜ちゃんが!（水曜 0:59 - 1:29（火曜深夜）、読売テレビ制作）
- にけつッ!!（木曜 0:59 - 1:29（水曜深夜）、読売テレビ制作）
- 太田上田（木曜 1:29 - 1:59（水曜深夜）、中京テレビ制作）
- それいけ!アンパンマン（木曜 11:00 - 11:30）
- 東野・岡村の旅猿19（金曜 1:14 - 1:44（木曜深夜））
- ボウリング革命 P★League（金曜 2:14 - 2:44（木曜深夜）、BS日テレ制作)
- クイズ!あなたは小学5年生より賢いの?（金曜 19:00 - 19:56）
- ネクプラ（土曜 0:30 - 0:59（金曜深夜））
- バズリズム02（土曜 0:59 - 1:59（金曜深夜））
- 千鳥かまいたちアワー（土曜 23:30 - 23:55）
- eGG（日曜 1:00 - 1:50（土曜深夜））[6]
- カウントダウンHulu（日曜 1:55 - 2:00（土曜深夜））
- 遠くへ行きたい（日曜 6:30 - 7:00、読売テレビ制作）[7]
- 所さんの目がテン!（日曜 7:00 - 7:30）
- ニノさん（日曜 10:25 - 11:25）
- グッと!地球便（日曜 12:55 - 13:30、読売テレビ制作）
- そこまで言って委員会NP（日曜 13:30 - 15:00、読売テレビ制作）
- ダウンタウンのガキの使いやあらへんで!（日曜 23:25 - 23:55）

#### テレビ東京系番組
- 二軒目どうする?〜ツマミのハナシ〜（水曜 1:29 - 1:59（火曜深夜））
- ありえへん∞世界（土曜 9:25 - 10:25）[8]
- 有吉の世界同時中継 〜今、そっちってどうなってますか?〜（土曜 15:55 - 16:55）
- しまじろうのわお!（日曜 5:45 - 6:15、テレビせとうち制作）
- 開運!なんでも鑑定団（日曜 11:55 - 12:55、再放送・土曜 13:30 - 14:30）
- ナゼそこ?（日曜 16:25 - 17:25）

#### その他
- MSAのやったもんガチ（毎月第4水曜 1:59 - 2:14（火曜深夜）、アイネットクリエイティブ制作）

#### 不定期放送
- 日テレNEWS24

## 過去に放送された番組

### 自社制作番組

#### 日本テレビ・テレビ朝日クロスネット時代
- 信州TODAY
- TSBニュースシャトル
- TSB 600ステーション

#### クロスネット末期〜日本テレビフルネット開始にかけて
- ヤングポイントスタジオ
- ヤン坊マー坊天気予報（月・水・金）
- 高校入試ポイントはこれだ（毎年冬季の平日夕方1週間・ゆうがたGet!開始により、終了）
- みどりの朝

#### 日本テレビ系列フルネット化以降
- 信州2230TV
- ヤンポン&SPORTS
- 暮らしのヒント
- いい日土曜日
- ヤングネット信州
- NAGANOでドキン
- 街まち☆ウオッチ
- ミラクル開拓団
- ディープ・スウィング
- TSBナイトライン
- 杉本眞人おもいやりモーニング

### 日本テレビ系
☆は本社が松本市であった時代で放送された番組。

#### 報道・情報番組
- ☆NNN朝のニュース
- ☆ジパングあさ6
- ☆ズームイン!!朝!
- ☆ルックルックこんにちは（1991年4月から最終回まで同時ネット）
- ☆レッツ!
- ☆ザ!情報ツウ
- ☆NNN昼のニュース（TSBニュース NNNに改題して放送）
- ☆NNNニュースダッシュ（TSBニュースダッシュに改題して放送）
- ☆午後は○○おもいッきりテレビ
- おもいッきりイイ!!テレビ
- おもいッきりDON!
- ゼロイチ
- ☆2時のワイドショー
- ☆Beアップル2時!
- ☆ザ・ワイド
- ☆キャッチ
- ☆ごくらく生テレビ
- ☆NNNニュースプラス1
  - 信州プラス1→信州のニュースプラス1→信州ニュースプラス1→Get!ニュースプラス1→ニュースプラス1信州
  - NNN TSBニュースプラス1→NNN TSBニュースプラス1サタデー・サンデー
  - TSB Newsリアルタイム
- ☆NNN Newsリアルタイム
- TSB NEWS 報道ゲンバ→報道ゲンバ Face
- ☆追跡
- ☆NNNきょうの出来事
- ☆11PM
- ☆EXテレビ
- ☆どんまい!スポーツ＆ワイド
- ☆SPORTS MAX→スポんちゅ
- スポーツうるぐす→江川×堀尾のSUPERうるぐす
- ☆ウェークアップ!→ウェークアップ!ぷらす
- 地球トーク&トーク
- あすの世界と日本
- ☆徳光和夫のTVフォーラム
- 小朝の地球時代
- ☆独占!!スポーツ情報
- ☆日本医師会提供番組（1991年4月にSBCからネット移行）
  - ☆健康増進時代→Oh!診→からだ元気科
- ☆ご存じですか
- ☆新ニッポン探検隊

#### スポーツ
- ☆全日本プロレス中継（1985年10月から）
- プロレスリング・ノア中継

#### バラエティ・教養番組
- 笑点Jr.
- ☆ごちそうさま（1991年4月にSBCからネット移行）
- ☆お笑いマンガ道場（中京テレビ制作）
- ☆木曜スペシャル（開局 - 1987年9月、1991年4月 - 1994年3月）
  - 元祖どっきりカメラ
  - アメリカ横断ウルトラクイズ（第4回から）
- ☆カックラキン大放送!!→カックラキン決定版!（1984年4月から終了まで、それまではSBCで放送されていた）
- ☆推理クイズ・私がほんもの!
- ☆お笑いスター誕生!!
- ☆テレビ三面記事 ウィークエンダー（1980年10月4日 - 1984年3月31日[9]）
- トップテンシリーズ（開局 - 1990年3月）
  - NTV紅白歌のベストテン（1980年10月6日- 1981年3月23日[10]）
  - ☆ザ・トップテン
  - ☆歌のトップテン
- ☆歌のワイド90分!
- ☆TVおじゃマンボウ
- ☆DAISUKI!→プレイヤーズ
- ☆TVマンモス
- ☆Time21
- ☆スーパーテレビ情報最前線→アンテナ22→極上の月夜→オジサンズ11
- スター爆笑Q&A
- ワンダーゾーン
- 関口宏のびっくりトーク ハトがでますよ!
- バリューナイト
  - 月曜クイズ発見バラエティー イッテQ!→みのもんたの“さしのみ”→嵐の宿題くん→お笑いさぁ〜ん→東野・岡村の旅猿 プライベートでごめんなさい…→芸能★BANG!
  - 火曜落下女→恋愛部活→女神のハテナ→99プラス→ショーバト!→ギブアップ嬢→バカなフリして聞いてみた→KAT-TUNの絶対マネたくなるTV
  - 水曜くりぃむしちゅーのたりらリラ〜ン→カートゥンKAT-TUN→ジャック10→新型学問 はまる!ツボ学→幸せ!ボンビーガール→5MEN旅
- プラチナイト
  - 火曜芸能★BANG+→今夜くらべてみました
  - 水曜ピロロン学園
- 爆笑問題のススメ
- 今夜はシャンパリーノ
- 不幸の法則
- ☆クイズ世界はSHOW by ショーバイ!!（1991年4月から同時ネット）→☆速報!歌の大辞テン→☆ミンナのテレビ→ウタワラ→サルヂエ
- ☆とんねるずの生でダラダラいかせて!!
- ☆嗚呼!バラ色の珍生
- ☆マジカル頭脳パワー!!
- ☆伊東家の食卓
- 週刊オリラジ経済白書→THE M
- 超再現!ミステリー
- 解決!ナイナイアンサー
- くりぃむしちゅーのたりらリでイキます!!
- シアワセ結婚相談所
- 輝け!噂のテンベストSHOW→新テンベストSHOW
- ☆どっちの料理ショー→新どっちの料理ショー→ニッポン旅×旅ショー
- 太田光の私が総理大臣になったら…秘書田中。
- 究極の○×クイズSHOW!! 超問!真実か?ウソか?→超問クイズ! 真実か?ウソか?→超問クイズ
- キスイヤ!
- 歌まね振りまねスターに挑戦!!
- ☆ウッチャンウリウリ!ナンチャンナリナリ!!→ウッチャンナンチャンのウリナリ!!
- マネーの虎
- 謎を解け!まさかのミステリー
- ☆TVムック・謎学の旅
- ウンナン世界征服宣言
- FAN→FUN→アリゾナの魔法→プリティガレッジ→ガガガガガレッジセール
- 音楽戦士 MUSIC FIGHTER
- TVおじゃマンボウ
- モグモグGOMBO→冒険!CHEERS!!→たべごろマンマ!→全力!Tunes→弟子っちょピカ丸
- ☆土曜トップスペシャル
- ☆スーパースペシャル
- 億万のココロ・愛しのマネー$伝説→世界!超マネー研究所→ひらめ筋GOLD
- ☆今夜は最高!（キー局より半年遅れの1981年10月3日放送開始[11]）
- 日曜はダメ!!
- ☆夜も一生けんめい。→THE夜もヒッパレ
- ☆TVジョッキー（開局 - 1982年3月）→スーパージョッキー
- ☆びっくり日本新記録
- ☆日立ドキュメンタリー すばらしい世界旅行
- ☆トヨタ日曜ドキュメンタリー 知られざる世界
- ☆投稿!特ホウ王国→だんトツ!!平成キング
- ☆久米宏のTVスクランブル→☆天才・たけしの元気が出るテレビ!!→☆特命リサーチ200X!→☆ワールド☆レコーズ→A→Sundayスペシャル
- 金のA様×銀のA様
- ☆知ってるつもり?!（1990年1月14日から1991年3月24日は時差ネット、1991年4月7日以降は同時ネット[12]）
- ミラクル☆シェイプ
- ツボ屋与兵衛
- Gの嵐!
- 女優魂
- ☆オシャレ30・30→おしゃれカンケイ
- ☆電波少年シリーズ→中井正広のブラックバラエティ
- 香取慎吾の特上!天声慎吾
- フットンダ→まさかのタメ年トークバラエティー!ビックラコイタ箱→採用!フリップNEWS→この人に逢わせて喜ばせたい!逢喜利（中京テレビ制作）
- 極上の散歩道
- それいけ!!ココロジー
- BRAVO!
- プリン・ス→プリン・ス2→メロjpでいこう!
- AKB600sec.
- AKBINGO!
- 音の素
- イメ×ドキ
- 1×8いこうよ!
- 密室謎解きバラエティー 脱出ゲームDERO!→宝探しアドベンチャー　謎解きバトルTORE!
- スター☆ドラフト会議
- 快脳!マジかるハテナ
- フィールドワークバラエティ なるほど!ハイスクール→ガチ?ガセ?バラエティー なるほどHS→ガチガセ
- ハッピーMusic→ミュージックドラゴン
- Music Lovers
- キャラオケ18番→チカラウタ
- NEWカップルS
- プラチナプラス
  - NEWアベレージピープル
  - 坂上忍と○○の彼女
  - 女心がわかる男、わからない男。
  - 出川哲朗のアイ・アム・スタディー
  - 犬も食わない
  - ＃渡辺直美のヤバスタグラム
- クチコミ新発見!旅ぷら（読売テレビ制作）
- ヒロミ・みやぞんの明日すぐに友達になりたいアスリート アス友（中京テレビ制作）
- 誰だって波瀾爆笑

#### ドラマ番組
- ☆太陽にほえろ!（1984年4月から終了まで、遅れネットで放送。1984年3月まではSBCで放送された）→太陽にほえろ!PART2（遅れネット）→ジャングル→NEWジャングル（1987年9月まで遅れネット 1987年10月以降同時ネット）
- もっとあぶない刑事（あぶない刑事はSBCで放送。）
- 勝手にしやがれヘイ!ブラザー
- ☆ 刑事貴族シリーズ
- はだかの刑事
- もうひとつのJリーグ
- ザ・ワイドショー
- 西遊記（唐沢寿明版）（西遊記 （堺正章版）はSBCで放送。）
- 静かなるドン
- 猿飛佐助（最終回のみ）→黄土の嵐→宇宙空母ギャラクティカ→（中断）→俺はご先祖さま→陽あたり良好!
- ☆桃太郎侍（1980年10月4日 - 1981年10月10日[13]、これ以前はNBSで放送。）
- ☆幻之介世直し帖
- ☆松平右近事件帳→新・松平右近
- 火曜8時枠時代劇（クロスネット時代は遅れネット、フルネット後のみを記述。）
  - 長七郎江戸日記（第3部）→八百八町夢日記（第2シリーズ）→半七捕物帳→闇を斬る!大江戸犯科帳→父子鷹→江戸の用心棒→（中断）→江戸の用心棒Ⅱ→（中断）→さむらい探偵事件簿
- セーラー服反逆同盟
- ☆水曜グランドロマン（1991年4月10日[14]から最終回まで）
- ☆木曜ゴールデンドラマ
- ドラマシティー'92〜'93
- ☆火曜サスペンス劇場（1987年10月6日[15]から終了まで）
- ☆ドラマ・コンプレックス
- ☆火曜ドラマゴールド
- ドラバラZONE
- 木曜ミステリーシアター
- ニーチェ先生〜コンビニに、さとり世代の新人が舞い降りた〜
- HiGH&LOW〜THE STORY OF S.W.O.R.D.〜→HiGH&LOW〜THE STORY OF S.W.O.R.D.〜 Season 2
- 架空OL日記
- 兄に愛されすぎて困ってます

#### アニメ・特撮番組
- あしたのジョー2
- ☆美味しんぼ（1991年3月まで遅れネット、1991年4月以降は同時ネット）
- キン肉マン
- ガラスの仮面（1984年度版）
- キャッツ・アイ
- ゲームセンターあらし
- キャプテン
- ダーティペア
- 太陽の使者 鉄人28号
- 六神合体ゴッドマーズ
- ぴえろ魔法少女シリーズ
  - 魔法の天使クリィミーマミ→魔法の妖精ペルシャ→魔法のスターマジカルエミ→魔法のアイドルパステルユーミ
- ルパン三世 (TV第2シリーズ) （試験放送では第154話、本放送では最終回）[16]
- ルパン三世 PARTIII
- ルパン三世 PART IV
- ルパン三世 ベストセレクション
- ルパン三世 PART5
- ルパン三世 PART6
- 星雲仮面マシンマン
- 兄弟拳バイクロッサー
- 新・ど根性ガエル
- ロボタン（第2作）
- ボスコアドベンチャー
- シティーハンター→シティーハンター2→シティーハンター3→シティーハンター'91（シティーハンターは1987年10月から、2は全話遅れネット）
- ドテラマン（月曜 17:30 - 18:00[17]）
- きまぐれオレンジ☆ロード
- 燃える!お兄さん
- からくり剣豪伝ムサシロード
- 魔法のプリンセス ミンキーモモ（2作目、1作目はNBSで放送）
- 読売テレビ制作月曜夜7時30分枠のアニメ（第1期）
  - YAWARA[18]→コボちゃん
- 読売テレビ制作月曜夜7時30分枠のアニメ（第2期）
  - 魔法騎士レイアース→名探偵コナン（2008年9月まで）
- 読売テレビ制作月曜夜7時枠のアニメ（第2期）→月曜19時アニメアワー
  - ストリートファイターII V→バケツでごはん→ガンバリスト!駿→金田一少年の事件簿→犬夜叉→ブラック・ジャック→ブラック・ジャック21→結界師（2007年9月まで）→秋のミステリーアワー→ヤッターマン（リメイク版）（第35話まで）
- アニメ☆7
- 読売テレビ制作日曜朝7時枠のアニメ
  - ヤッターマン（リメイク版、第36話から）→夢色パティシエール→べるぜバブ→宇宙兄弟（第51話まで）
- 読売テレビ制作土曜夕方5時30分枠のアニメ
  - 宇宙兄弟（第52話から）→金田一少年の事件簿R（第1期）→まじっく快斗1412→電波教師→金田一少年の事件簿R（第2期）→逆転裁判 〜その「真実」、異議あり!〜（Season 1）→タイムボカン24→僕のヒーローアカデミア（第2期）→タイムボカン 逆襲の三悪人→僕のヒーローアカデミア（第3期）[19]→逆転裁判 〜その「真実」、異議あり!〜（Season 2）→MIX→僕のヒーローアカデミア（第4期）
- ごくせん
- NANA
- 結界師（2007年10月以降）
- RD 潜脳調査室
- 魍魎の匣
- 犬夜叉 完結編
- 寄生獣 セイの格率
- 俺物語!!
- 夜ノヤッターマン（「夜ノヤッターマン」製作委員会制作）
- ふらいんぐうぃっち（「ふらいんぐうぃっち」製作委員会制作）
- うどんの国の金色毛鞠（「うどんの国の金色毛鞠」製作委員会制作）
- 中間管理録トネガワ
- 風が強く吹いている
- トライナイツ
- ちはやふる3
- EDENS ZERO

### テレビ朝日系（1991年3月31日まで）

#### 同時ネット
報道
- ANNニュースライナー※
- ANNニュースレーダー→ニュースシャトル→TSB 600ステーション
- サンデープロジェクト（テレ朝・ABCの共同制作）※
- ANNニュース&スポーツ（土・日夕方版）→530ステーション※
- ザ・スクープ※

ワイドショー・情報
- モーニングショー※（SBCからネット局変更）
- テレ朝系列平日正午枠※
  - アフタヌーンショー（SBCからネット局変更）→なうNOWスタジオ→新・アフタヌーンショー→布施明のグッDAY→欽ちゃんのどこまで笑うの?!→お昼のマイテレビ→ホットライン110番

- おはようワイド・土曜の朝に→土曜だエブリバディ!→桂三枝のにゅーすコロンブス※（ABC制作）
- 独占!女の60分※
- いつか行く旅※

スポーツ
- ワールドプロレスリング※（SBCからネット局変更）
- ビッグスポーツ
- KBCオーガスタゴルフトーナメント※（九州朝日放送制作）

バラエティ・クイズ
- シャボン玉プレゼント→米朝・メイコの面白日本→板東英二のビデオ自慢→金子信雄の楽しい夕食※（ABCテレビ制作）
- 霊感ヤマカン第六感（ABC制作）
- 欽ちゃんのどこまでやるの!?（SBCからネット局変更）
- ラブアタック!（ABC制作）
- THE ビッグ!（ABC制作）
- 大正週刊漫画 ゲラゲラ45
- やすきよ笑って日曜日
- 新婚さんいらっしゃい!※（ABC制作）
- パネルクイズ アタック25※（ABC制作）
- ビートたけしのスポーツ大将（2015年以降の特番及び2017年からのレギュラー放送は※）
- はなきんデータランド※
- パオパオチャンネル（1988年7月から1989年3月のみ）
- カッ飛び!花マル塾
- ABOBAゲーム（ABC制作）
- クイズなんでも一番館（ABC制作、後に遅れネットへ移行）

トーク
- 徹子の部屋※

ドラマ・時代劇
- 特捜最前線（NBSからネット局変更。「…2013」は※）
- テレ朝水曜21時枠刑事ドラマ※
  - 大都会25時
  - ベイシティ刑事
  - はぐれ刑事純情派※
  - さすらい刑事旅情編※

- 木曜夜8時 時代劇枠（1987年10月 - ）※
  - 名奉行 遠山の金さん※
  - 三匹が斬る!（「続続…」まで。「また又…」以降は※）

- 鬼平犯科帳（萬屋錦之介主演版、SBCから移動）

スペシャル
- 水曜スペシャル→新・水曜スペシャル→水曜スーパーテレビ→水曜スーパーキャスト※
  - ホリプロタレントスカウトキャラバン

- 土曜ワイド劇場※
- 日曜洋画劇場※

アニメ・特撮
- 怪物くん（2010年のテレビドラマ版もTSBで放送）
- テレビ朝日系列金曜夜7時台枠のアニメ
  - 魔法少女ララベル（NBSからネット局変更）→ハロー!サンディベル

- それゆけ!レッドビッキーズ（第52話で打ち切り）
- ドラえもん※（SBCからネット局変更）
- フクちゃん
- 愛してナイト
- 夢戦士ウイングマン
- 藤子不二雄ワイド
- とんがり帽子のメモル (1984年10月7日から、ABC制作)
- は〜いステップジュン（ABC制作）
- メイプルタウン物語→新メイプルタウン物語 パームタウン編（ABC制作）
- ビックリマン→新ビックリマン（ABC制作）
- ハーイあっこです※（ABC制作）
- まじかる☆タルるートくん※（ABC制作）
- 魔法使いサリー
- チンプイ
- スーパー戦隊シリーズ※
  - 電子戦隊デンジマン（NBSからネット局変更）→太陽戦隊サンバルカン→大戦隊ゴーグルファイブ→科学戦隊ダイナマン→超電子バイオマン→電撃戦隊チェンジマン→超新星フラッシュマン→光戦隊マスクマン→超獣戦隊ライブマン→高速戦隊ターボレンジャー→地球戦隊ファイブマン→鳥人戦隊ジェットマン

- メタルヒーローシリーズ※
  - 宇宙刑事ギャバン→宇宙刑事シャリバン→宇宙刑事シャイダー→巨獣特捜ジャスピオン超人機メタルダー（1987年10月から）→世界忍者戦ジライヤ

名古屋テレビ製作
- 無敵ロボ トライダーG7
- 最強ロボ ダイオージャ
- 戦闘メカ ザブングル
- 聖戦士ダンバイン
- 重戦機エルガイム
- 超力ロボ ガラット
- 機動戦士Ζガンダム
- 機動戦士ガンダムΖΖ
- 機甲戦記ドラグナー
- 宇宙伝説ユリシーズ31
- 鎧伝サムライトルーパー
- 獣神ライガー
- 勇者シリーズ※
  - 勇者エクスカイザー→太陽の勇者ファイバード

#### 遅れネット
情報
- 世界の車窓から※

ドラマ・時代劇
- 必殺シリーズ※（ABC制作）

必殺仕事人（第68話から）→必殺仕舞人→新・必殺仕事人→新・必殺仕舞人→必殺仕事人III→必殺渡し人→必殺仕事人IV→必殺仕切人→必殺仕事人V→必殺橋掛人→必殺仕事人V・激闘編→必殺まっしぐら!→必殺仕事人V・旋風編→必殺仕事人V・風雲竜虎編→必殺剣劇人
- ザ・刑事
- 土曜ワイド劇場※（当初は金曜ワイド劇場として遅れネット。1987年10月から同時ネット）
- 六本木ダンディーおみやさん（渡瀬恒彦版（テレ朝・東映制作）は※）
- テレビ朝日日曜8時連続ドラマ※ （キー局より2日遅れ[27]、スペシャルを除く。）

ゴリラ・警視庁捜査第8班→ザ・刑事→代表取締役刑事
バラエティ・クイズ
- クイズタイムショック（1973年   - 1980年8月まではNBSで遅れネット。1980年10月5日 - 1983年9月25日の遅れネット。1989年10月 - 1990年3月は同時ネット。「…21」以降はabnで放送）[28]
- 100万円クイズハンター※
- 三枝の国盗りゲーム（ABC制作 1980年10月4日 - 1981年3月28日 後にNBSで放送）[29]
- タモリ倶楽部※
- 愛川欽也の探検レストラン

音楽番組
- ミュージックステーション※
- ビルボードTOP30

アニメ・特撮
- 聖闘士星矢 （…Ωはabnで放送）
- 悪魔くん
- もーれつア太郎（第2作）
- パーマン（第2作）
- 忍者ハットリくん
- 超攻速ガルビオン
- コンポラキッド（金曜 17:00 - 17:30[30]）
- メタルヒーローシリーズ※

時空戦士スピルバン→超人機メタルダー（1987年9月まで、以降世界忍者戦ジライヤまで同時ネット）機動刑事ジバン→特警ウインスペクター→特救指令ソルブレイン
※のテレビ朝日系番組は長野朝日放送へネット局変更した番組

### テレビ東京系
バラエティ
- スキヤキ!!ロンドンブーツ大作戦
- イカリングの面積（テレビ愛知制作）
- P-LEAGUE（テレビ愛知制作）
- Do!スポーツ
- モーターランド
- 出没!アド街ック天国（後にabn→SBCを経て、2022年現在はNBSへネット移行[31]）
- ココリコミリオン家族（30分版のみ放送、一時中断しSBCへネット移行）
- タカトシの空飛ぶチェリーパイ
- 芸能人パチンコバトルP・リーグ→P-WARS→電撃!P-CAT（テレビ愛知制作）
- いい旅・夢気分（2009年4月SBCへネット移行）
- ロンブーの怪傑!トリックスター
- 太一×ケンタロウ 男子ごはん（2009年4月にNBSからネット移行、一旦打ち切り後現在は再びNBSで放送）
- くだまき八兵衛（2010年4月29日 - 9月30日[32]、解禁!暴露ナイト以降はSBCで放送）
- 世界を変える100人の日本人! JAPAN☆ALLSTARS→この日本人がスゴイらしい。 Brand New Japan
- 家族になろう（よ）
- ハケンOLは見た!
- アイドルの巣 ジャンバリ荘（テレビ愛知制作）
- 綾小路きみまろの人生ひまつぶし（テレビ大阪制作）
- チマタの噺

アニメ
- 巨神ゴーグ
- コアラボーイ コッキィ
- りぼん魔法少女シリーズ
  - 赤ずきんチャチャ [33]
- エルドランシリーズ
  - 熱血最強ゴウザウラー[34]
- 覇王大系リューナイト→獣戦士ガルキーバ→爆れつハンター→天空のエスカフローネ→セイバーマリオネットJ→新・天地無用!→マスターモスキートン'99→サイレントメビウス→セイバーマリオネットJtoX
- ビーストウォーズ 超生命体トランスフォーマー→ビーストウォーズII 超生命体トランスフォーマー→ビーストウォーズネオ 超生命体トランスフォーマー→ビーストウォーズメタルス 超生命体トランスフォーマー→トランスフォーマー カーロボット
- 電脳冒険記ウェブダイバー→爆闘宣言ダイガンダー→超ロボット生命体トランスフォーマー マイクロン伝説→トランスフォーマー スーパーリンク
- ヒカルの碁
- しましまとらのしまじろう→はっけん たいけん だいすき!しまじろう→しまじろう ヘソカ
- ミスター味っ子[35]
- こねこのチー ポンポンらー大冒険
- こねこのチー ポンポンらー大旅行

ドラマ
- ゆるキャン△（アニメ版はabnで放送）

### 独立UHF局・その他
- ザ・シンプソンズ
- Music Tomato Japan（ミュートマJAPAN）（テレビ神奈川制作）
- THE 鈴木タイムラー（テレビ神奈川制作）
- 新車情報（テレビ神奈川制作、のちに長野朝日放送に変更）
- ウドで訊く!（テレビ神奈川制作）
- 桜塚ヤンキース（テレビ埼玉制作）
- タカラヅカ・スターライトパッセンジャー・カフェブレーク（TOKYO MX制作）
- ジャンバリ
- 読売新聞ニュース
- 朝日新聞ニュース
- ゆく年くる年（全民放<日本テレビ、TBS、フジテレビ、テレビ朝日、テレビ東京>持ち回りで民放連共同制作・セイコー提供）
- 全国一斉地デジ化テスト（全民放・NHK共同制作）
- オオカミ少女と黒王子
- orange（「orange」製作委員会制作[36] ）
- まんが日本絵巻（TBS制作。本放送終了後、1984年頃に日曜 7:00 - 7:30に放送[37]。本来のTBS系列であるSBCでは未放送）
- ニュース女子（DHCシアター制作）
- ケッケロケー
- オコジョとヤマネ
- 月刊MSAドコかで談話

## 備考
テレビ信州のホームページに掲載した「タイムワープ」には、過去と現在（2000年）までの編成を比較する意味で、開局から5年おきのタイムテーブルが掲載されていた。